# Inventivnost
Inventívnost je sposobnost, da posameznik dobi neko novo idejo, zamisel ali reši neki problem na nov način, ki je običajno boljši, lažji ali cenejši od prejšnjega. To sposobnost potrebujejo inovatorji, umetniki in znanstveniki - raziskovalci pri svojem vsakdanjem delu. Inventivnost ni pri vseh ljudeh enako razvita, se pa da do neke mere izboljšati s posebnimi metodami.